# تاريخ اليهود في الأرجنتين
يعود تاريخ تواجد اليهود على الأراضي الأرجنتينية إلى أوائل القرن السادس عشر حين تعرضوا للطرد من إسبانيا. هربًا من الاضطهاد، هاجر يهود السفاردين، على متن السفن التابعة للمستكشفين والمستعمرين، إلى الأراضي التي تعرف اليوم باسم الأرجنتين واستقروا فيها. كان العديد من التجار البرتغاليين في ملكية ريو دي لا بلاتا البديلة من أتباع الديانة اليهودية. مع ذلك، لم يتطور في الأرجنتين مجتمع يهودي منظم إلا بعد استقلال البلاد عن إسبانيا في عام 1816. بحلول منتصف القرن التاسع عشر، انتقل الآلاف من يهود فرنسا وأجزاء أخرى من أوروبا الغربية إلى الأرجنتين واستقروا فيها هرباً من الاضطرابات الاجتماعية والاقتصادية التي رافقت ثورات الربيع الأوروبي.

خريطة تظهر موقع الأرجنتين في أمريكا الجنوبية. (الأراضي التي تحكمها الأرجنتين ملونة باللون الأخضر الداكن، أما الأراضي التي تطالب بها لكنها ليست تحت سيطرتها فملونة باللون الأخضر الفاتح).

يمثل اليهود الأشكناز اليوم 80% من يهود الأرجنتين، فيما لا تتجاوز نسبة اليهود السفارديين والمزراحيين 20% من نسبة اليهود الكلية في البلاد. تحوي الأرجنتين أكبر عدد من اليهود في أمريكا اللاتينية، وذلك مع أن عددًا كبيرًا من يهود الأرجنتين هاجروا، خلال سبعينيات وثمانينيات القرن العشرين، إلى كل من إسرائيل وأوروبا الغربية (وخصوصًا إسبانيا) وأمريكا الشمالية، هربًا من قمع العصبة العسكرية الحاكمة في البلاد. تعد الأرجنتين اليوم ثالث بلد في الأمريكيتين من حيث عدد السكان اليهود، والثامنة على مستوى العالم.
خلال موجة الهجرة الكبرى في العقد الأول من القرن الحادي والعشرين، استقر أكثر من 10 آلاف يهودي أرجنتيني في إسرائيل.

## التاريخ

### السنوات الأولى للتواجد اليهودي في الأرجنتين
استقر بعض اليهود الكونفرسوس، أو اليهود السريين، في الأرجنتين خلال فترة الاستعمار الإسباني (بين القرنين السادس عشر والتاسع عشر)، واندمجوا في صفوف الشعب الأرجنتيني. بعد استقلال الأرجنتين عن إسبانيا، ألغت الجمعية العامة لعام 1813 محاكم التفتيش بشكل رسمي. بدأت الموجة الثانية من الهجرة اليهودية من أوروبا في منتصف القرن التاسع عشر، وذلك بعد اشتعال الثورات وانتشار الاضطرابات الاجتماعية في عموم مناطق القارة الأوروبية. توجه جزء كبير من المهاجرين اليهود إلى الأرجنتين قادمين من أوروبا الغربية، وخاصة إيطاليا.
في عام 1860، عقد أول زواج يهودي في مدينة بيونيس آيرس. نظمت الجالية اليهودية في الأرجنتين، بعد بضع سنوات من ذلك، منيانًا لخدمات الأعياد المقدسة، وأنشأت فيما بعد التجمع الإسرائيلي الجمهوري.

### مستوطنة زراعية

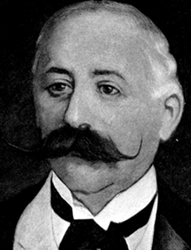
البارون موريس دي هيرش (1831-1896)

في أواخر القرن التاسع عشر، استقر المهاجرون من اليهود الأشكناز الهاربين من الفقر والمذابح في روسيا وأوروبا الشرقية في الأرجنتين بعد أن جذبتهم سياسة الهجرة المفتوحة. أصبح هؤلاء اليهود يعرفون باسم روسوس «الروس». في عام 1889 وصلت مجموعة مكونة من 824 يهودي روسي إلى الأرجنتين على متن سفينة إس إس ويسر وعملوا رعاة للبقر. اشترى رعاة البقر اليهود أراضٍ أرجنتينية وأنشأوا عليها مستعمرة أُطلق عليها اسم «مويزفيل». بعد وقوعهم ضحية لأزمة اقتصادية خانقة، طلب يهود الأرجنتين المساعدة من المحسن الألماني اليهودي الشهير البارون موريس دي هيرش، الذي أسس جمعية الاستعمار اليهودي. امتلكت الجمعية في ذروة نشاطها أكثر من 600 ألف هكتار من الأراضي الأرجنتينية. تجاوز عدد المهاجرين اليهود، الذين كانوا يدخلون الأرجنتين سنويًا بين عامي 1906 و1912، 13 ألفًا قدم معظمهم من أوروبا، فيما شكل المهاجرون من المغرب والدولة العثمانية أقلية بينهم. بحلول عام 1920، تجاوز عدد اليهود الذين سكنوا الأرجنتين 150 ألفًا.
بعد وفاة ابنه ووريثه، كرس موريس دي هيرش نفسه للعمل الخيري لصالح اليهود وعمل على تخفيف معاناتهم في أوروبا الشرقية. وضع دي هيرش خطة لجلب اليهود إلى الأرجنتين بصفتهم مستوطنين زراعيين مستقلين. تزامن عمل دي هيرش هذا مع حملة الأرجنتين لجذب المهاجرين. كفل دستور الأرجنتين لعام عام 1853 الحرية الدينية، وكان في البلاد حينها مساحات شاسعة من الأراضي والمحميات غير المأهولة بالسكان. اتبعت الحكومة الأرجنتينية، في عهد الرئيس دومينغو فاوستينو سارمينتو، سياسة التشجيع على الهجرة الجماعية؛ وقدمت الدعم والعون للاجئين الفارين من المذابح العنيفة التي شهدتها الإمبراطورية الروسية في عام 1881.
أُنشئت المستوطنات الزراعية اليهودية في مقاطعات بيونس آيرس (مستعمرتي لابين وريفيرا)، وإنتري ريوس (مستعمرات سان غريغوريو فيلا دومينغيز وكرلم وإنجينيرو ساجاروف وفيلا كلارا وفيلاغواي) وسانتا في (مستعمرة مويزفيل). أظهر الإحصاء الوطني الأرجنتيني لعام 1895 أن 3880 شخصًا من بين 6085 يهودي سكنوا الأرجنتين حينها (أي ما نسبته 64%  تقريبًا) سكنوا في مقاطعة إنتري ريوس.
على الرغم من انتشار معاداة السامية ورهاب الأجانب في الأرجنتين، انخرط اليهود في معظم قطاعات المجتمع الأرجنتيني، واستقر الكثير منهم في المدن، وخصوصًا في مدينة بيونس آيرس. نظرًا لمنعهم من التوظيف في الحكومة أو الجيش، عمل العديد من اليهود في الأرجنتين باعة متجولين وحرفيين، وامتهن بعضهم الزراعة وافتتح بعضهم الآخر المتاجر.

### القرن العشرين

#### الحرب العالمية الثانية ومعاداة السامية
أبقت الأرجنتين أبوابها مفتوحة أمام حركة الهجرة اليهودية حتى عام 1938، وذلك عندما بدأ أدولف هتلر والنازيون في ألمانيا باتخاذ المزيد من الإجراءات ضد اليهود، وتصاعدت حدة التوترات في جميع أنحاء أوروبا استعدادًا لحرب كبرى. وضعت الحكومة الأرجنتينية قواعد جديدة للهجرة، وقلصت عدد المقبولين بشكل كبير، وذلك بالتزامن مع تزايد حالة الاضطهاد التي تعرض لها اليهود في أوروبا، وسعيهم لإيجاد ملاذ آمن من النازيين، ومع اندلاع الحرب العالمية الثانية. مات ستة ملايين يهودي في أوروبا خلال الهولوكوست.
أثار استلام خوان دومينجو بيرون لمناصب حساسة في الحكومة الأرجنتينية عام 1946 مخاوف العديد من اليهود في البلاد.[من؟] وقع بيرون، بصفته وزيرًا للحرب في الأرجنتين، إعلان حرب ضد دول المحور، مع أنه كان قد أعلن قبلها عن تعاطفه معهم. كان بيرون معروفًا بإعجابه بالزعيم الفاشي الإيطالي، بينيتو موسوليني. أدخل بيرون مادة التعليم الديني إلى المدارس الأرجنتينية العامة؛ وسمح للنازيين الفارين من الملاحقة القضائية في ألمانيا بالهجرة إلى بلاده. أعرب بيرون عن تعاطفه مع اليهود ووقوفه إلى جانبهم في مطالباتهم بحقوقهم، وأقام، في عام 1949، علاقات دبلوماسية مع إسرائيل. كانت حكومة بيرون أول حكومة في الأرجنتين تسمح للمواطنين اليهود بتولي مناصب عامة في الدولة.
كان أدولف أيخمان أحد أشهر النازيين الذين هاجروا إلى الأرجنتين، وهو مسؤول رفيع المستوى أشرف شخصيًا على معسكرات الموت. عاش أيخمان بعد الحرب العالمية الثانية بالقرب من مدينة بيونس آيرس حتى عام 1960 حين تعقبه مجموعة من العملاء الإسرائيليين واختطفوه من أحد ضواحي بيونس آيرس وأوصلوه إلى إسرائيل لمحاكمته بتهمة ارتكاب جرائم حرب. مثل أيخمان أمام المحكمة في أورشليم في شهر أبريل من عام 1961، وأدين بارتكاب جرائم ضد الإنسانية، وأعدم شنقًا في شهر مايو 1962.
أُطيح ببيرون في عام 1955، وأُطلقت الاضطرابات التي نشأت بعدها موجة من معاداة السامية. هاجر، منذ ذلك الحين أكثر من 45 ألف يهودي من الأرجنتين إلى إسرائيل، فيما هاجر آخرون منهم إلى أوروبا ووجهات أخرى. في خمسينيات وسيتينيات القرن العشرين، أطلقت حركة تاكوارا القومية سلسلة من الحملات الدعائية المعادية للسامية، شجعت من خلالها الأفراد على شن هجمات ضد السكان اليهود وتخريب المعابد والمقابر اليهودية.